# Superliga de fútbol femenino 2006-07

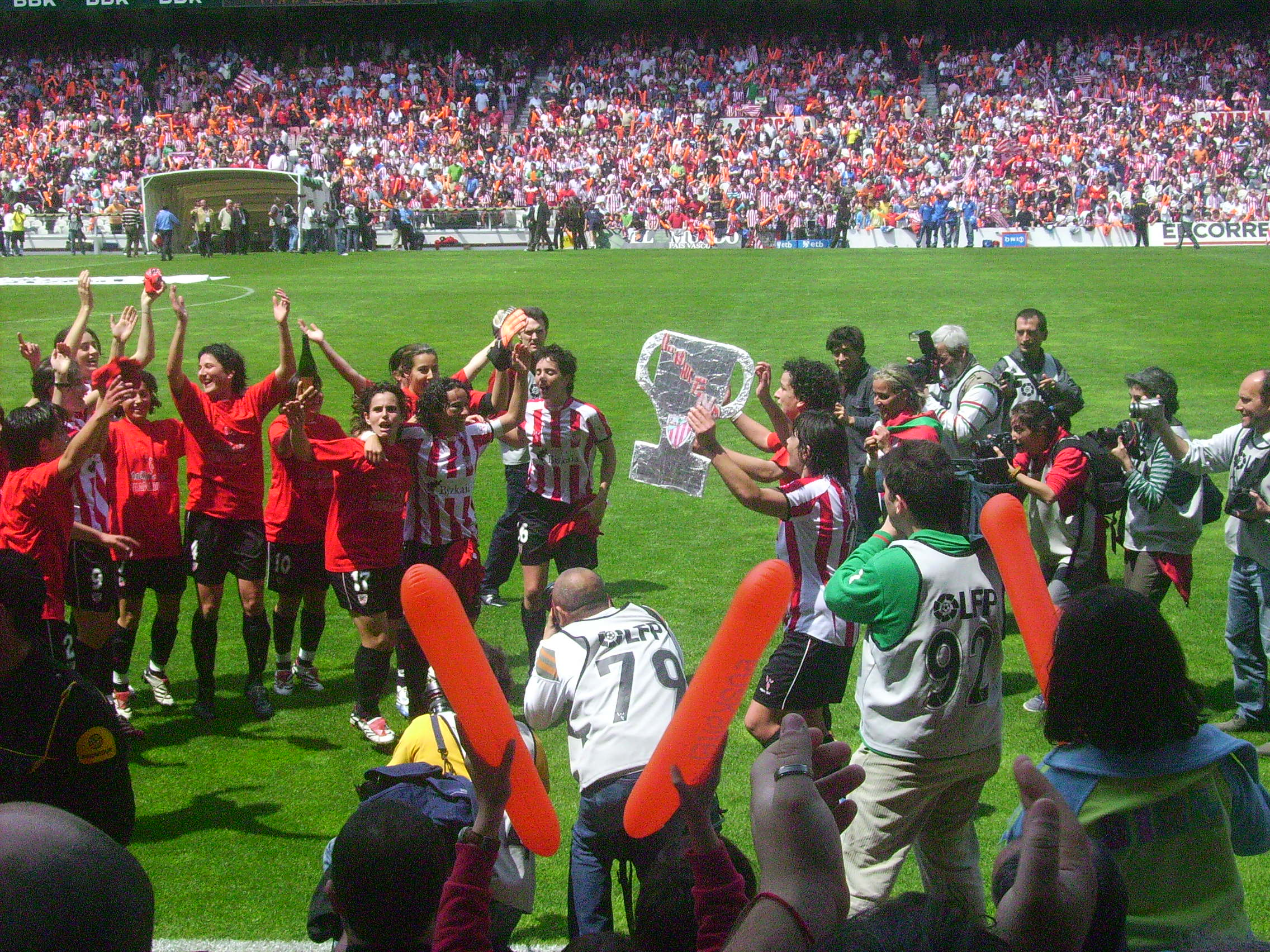
Las leonas celebrando el título.

La Superliga de Fútbol 2006-07 fue la XIX edición de la Primera División Femenina de España, organizada por la RFEF.
El Athletic Club ganó la cuarta liga de su historia, acumulando más trofeos que cualquier otro equipo en esta competición hasta esa fecha.

## Clasificación final
| Pos | Equipo              | J  | G  | E | P  | GF | GC | DG  | PTS |
| --- | ------------------- | -- | -- | - | -- | -- | -- | --- | --- |
| 1   | Athletic Club       | 26 | 20 | 4 | 2  | 82 | 27 | 55  | 64  |
| 2   | RCD Espanyol        | 26 | 20 | 3 | 3  | 87 | 30 | 57  | 63  |
| 3   | Levante UD          | 26 | 16 | 7 | 3  | 76 | 25 | 51  | 55  |
| 4   | Rayo Vallecano      | 26 | 16 | 5 | 5  | 61 | 41 | 20  | 53  |
| 5   | Sevilla FC          | 26 | 13 | 6 | 7  | 58 | 35 | 23  | 45  |
| 6   | AD Torrejón CF      | 26 | 11 | 4 | 11 | 42 | 39 | 3   | 37  |
| 7   | CF Irex Puebla      | 26 | 10 | 5 | 11 | 34 | 45 | -11 | 35  |
| 8   | Atlético Féminas    | 26 | 8  | 7 | 11 | 31 | 46 | -15 | 31  |
| 9   | Real Sociedad       | 26 | 7  | 6 | 13 | 31 | 51 | -20 | 27  |
| 10  | Sporting de Huelva  | 26 | 5  | 9 | 12 | 28 | 57 | -29 | 24  |
| 11  | Oviedo Moderno      | 26 | 5  | 7 | 14 | 29 | 58 | -29 | 22  |
| 12  | Transportes Alcaine | 26 | 5  | 5 | 16 | 20 | 50 | -30 | 20  |
| 13  | SD Lagunak          | 26 | 4  | 4 | 18 | 29 | 72 | -43 | 16  |
| 14  | FC Barcelona        | 26 | 4  | 4 | 18 | 26 | 58 | -32 | 16  |

1. ↑  Antes de empezar la temporada la Real Sociedad asciende para ocupar la plaza del CFF Estudiantes, descendido por la Real Federación Española de Fútbol por acumulación de impagos. DEIA - La Real femenina podría estar en la Superliga.

|  | Clasificación para Copa de la UEFA Femenina y la Copa de la Reina |
|  | Clasificación para la Copa de la Reina                            |
|  | Desciende a Primera Nacional                                      |